# Гурський Андрій Петрович
Андрій Петрович Гурський (нар. 30 серпня 1988, Львів, Українська РСР) — український футболіст, захисник ФК «Миколаїв», що виступає у Чемпіонаті Львівської області.

## Біографія

### Клубна кар'єра

#### «Карпати» (Львів)

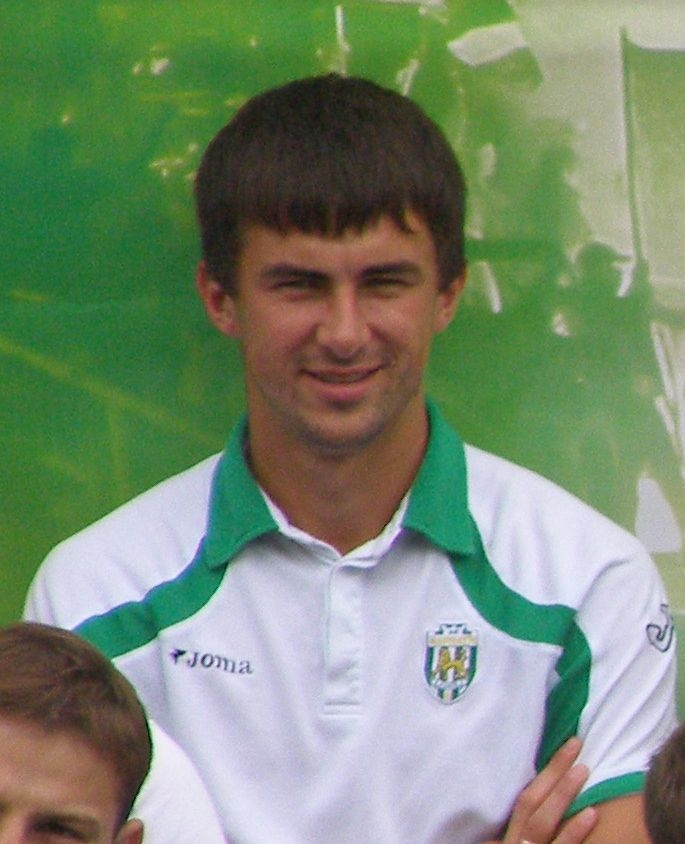
У складі «Карпат». 6 липня 2010 року

Вихованець школи львівських «Карпат». Одним з його дитячих тренерів був Василь Леськів. В дитячо-юнацькій футбольній лізі України виступав за «Карпати» з 2001 року по 2004 рік.
На початку сезону 2005/06 потрапив у «Карпати-2», які виступали у Другій лізі України. 9 вересня 2005 року дебютував у Другій лізі в домашньому матчі проти івано-франківської «Чорногори» (3:0), Гурський вийшов на 85 хвилині замість Олега Голодюка. Всього за «Карпати-2» провів 28 матчів із забив 1 гол (у ворота «Динамо-3»).
У сезоні 2006/07 почав виступати за дубль «Карпат» у молодіжній першості України, з часом ставши капітаном та лідером команди. Взимку 2007 року брав участь в меморіалі Ернеста Юста. Взимку 2008 року міг поїхати на збори основної команди «Карпат» у Іспанії, але через проблеми з візою тренувався з дублем. Влітку 2008 року разом з основою «Карпат» поїхав на навчально-тренувальні збори в Угорщину.
Після того, як Андрія взяли на тренування разом з основним складом він на деякий час втратив ігрову практику, не граючи за дубль або основу. Поступався місцем в основі Тарасу Петрівському та Івану Мілошевичу. Також у цей час він підписав з клубом новий контракт.
19 жовтня 2008 року дебютував в Прем'єр-лізі у виїзному матчі проти сімферопольської «Таврії» (1:4), Гурський вийшов у стартовому складі та відіграв всю гру, також по ходу зустрічі отримав жовту картку. У підсумку в сезоні 2008/09 Гурський не зміг закріпитись в основі, продовжуючи грати за дубль. 2 серпня 2009 року вдруге та востаннє зіграв за «Карпати» в чемпіонаті України у виїзному матчі проти харківського «Металіста» (1:0), Гурський вийшов наприкінці гри замість Євгена Тарасенка.
У сезоні 2009/10 молодіжна команда «Карпат» стала переможцем молодіжного чемпіонату під керівництвом Романа Толочка, Гурський в цьому сезоні зіграв 22 матчі та забив 1 гол. Взимку 2010 року на зборах в Туреччини отримав травму ахілла в одному з товариських матчів через що пропустив наступні збори. Гурський потрапляв у заявку «Карпат» на матчі Ліги Європи сезону 2010/11.
Всього за молодіжну команду «Карпат» з 2006 року по 2010 роки провів 108 матчів та забив 6 м'ячів. Взимку 2011 року отримав статус вільного агента та покинув розташування клубу.

#### «Прикарпаття» (Івано-Франківськ)
У січні 2011 року поїхав на збори до Туреччини разом з луганською «Зорею», але в підсумку контракт не підписав. У червні 2011 року перебував на перегляді в «Севастополі».
Влітку 2011 року перейшов в івано-франківське «Прикарпаття», яке виступало у Другій лізі України. Команда збиралася по ходу сезону і не проходила передсезонні збори. Також у «Прикарпатті» виступали колишні вихованці та гравці, а також орендовані гравці «Карпат», такі як: Андрій Сагайдак, Ярослав Куцяба, Олексій Омельченко, Олександр Яремчук, Ігор Ільчишин та Олег Веприк.
30 липня 2011 року дебютував у складі команди у Другій лізі в домашньому матчі проти клубу «Реал Фарм» (0:0), Гурський відіграв всі 90 хвилин. 8 жовтня 2011 в матчі проти хмельницького «Динамо» (6:2), Гурський забив 2 голи на 10 і 90 хвилині у ворота Андрія Рябова та Андрія Радченка. Свою останню гру у складі команди провів 5 листопада 2011 проти «УкрАгроКома» (3:0), в цьому матчі Гурський відзначився забитим голом на 38 хвилині у ворота Ярослава Швеця. Всього за «Прикарпаття» у Другій лізі провів 13 матчів, в яких забив 3 м'ячі та отримав 6 жовтих карток. В Кубку України провів 1 матч (проти «Полтави»). Провівши півроку в складі клубу став одним з лідерів колективу.

#### «Оболонь»

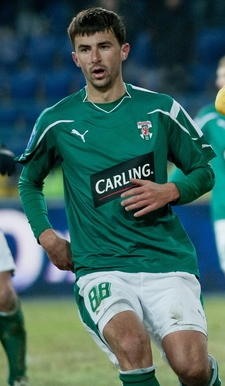
У складі «Оболоні». 4 березня 2012 року

У наприкінці січня 2012 року поїхав на збори до Туреччини разом з київською «Оболонню», тренером якої був Сергій Конюшенко. У підсумку з командою підписав контракт, взяв 88 номер. У складі «Оболоні» у Прем'єр-лізі України дебютував 3 березня 2012 року в виїзному матчі проти харківського «Металіста» (1:0), Гурський відіграв всю гру. Гурський одразу став основним гравцем «Оболоні». 31 березня 2012 в матчі проти свого колишнього клубу, львівських «Карпат» (2:0), Андрій на 6 хвилині відкрив рахунок у грі, забивши гол у ворота Андрія Тлумака. Гурський також потрапив до символічної збірної 25 туру за версією Football.ua. Після цієї гри «Оболонь» залишила зону вильоту, а «Карпати» посіли передостаннє 15 місце. Проте, в підсумку саме «пивовари» завершили сезон на 15 місці і змушені були покинути елітний дивізіон.

#### «Севастополь»
В кінці 2012 року «Оболонь» знялась зі змагань і Гурський навесні 2013 року на правах вільного агента перейшов в «Севастополь». В підсумку той сезон «корабели» завершили на першому місці в Першій лізі, проте Гурський закріпитись в комнді так і не зумів, зігравши за цей час лише в одному матчі, вийшовши на заміну у другому таймі.

#### «Гомель»
19 липня 2013 року підписав контракт з білоруським «Гомелем» до кінця сезону. Гурський був покликаний замінити у складі гомельчан центрального захисника Сергія Концевого, який був напередодні проданий в мінське «Динамо». У «Гомелі» Андрій став виступати під тим самим 88-им номером.

### Кар'єра в збірній
У травні 2008 року Володимир Мунтян, виконувач обов'язків головного тренера, запросив Гурського до складу молодіжної збірної України до 21 року. У збірній дебютував 23 травня 2008 року в програному матчі проти Німеччини (4:0). Через кілька днів, 27 травня, провів другий матч у складі молодіжки проти Білорусі (0:0). В обох матчах Гурський відіграв по 90 хвилин.
У серпні 2008 року був викликаний до молодіжної збірної України Павлом Яковенко в складі списку «Б». Пізніше він був заявлений для участь на турнір пам'яті Валерія Лобановського, однак жодного матчу на турнірі він не зіграв. 19 серпня 2008 зіграв у товариському матчі проти київського «Арсеналу» (2:2), проте в офіційних матчах на поле більше не виходив.

## Досягнення
- Переможець Першої ліги України (1) : 2012/13
- Переможець молодіжного чемпіонату України (1) : 2009/2010

## Приватне життя
У дитинстві жив без батька. Одружений, дружину звуть Наталя. Разом виховують сина Максима. Навчався в аграрному університеті.